# AS Cheminots
Der AS Cheminots (Association Sportive des Cheminots) ist ein kongolesischer Fußballverein aus der Stadt Pointe-Noire. Er trägt seine Heimspiele im Stade Municipal (Pointe-Noire) aus.
Der Verein spielt aktuell in der Ligue 1. Den bisher einzigen Meistertitel konnte er 1995 feiern. Auch im nationalen Pokal gelangen ihm 1982 und 1984 zwei Erfolge. Dadurch konnte er sich mehrmals für die afrikanischen Wettbewerbe qualifizieren, schied aber meist frühzeitig aus.

## Statistik in den CAF-Wettbewerben
| Saison | Wettbewerb                     | Runde         | Gegner                         | Gesamt | Hin     | Rück    |
| ------ | ------------------------------ | ------------- | ------------------------------ | ------ | ------- | ------- |
| 1983   | African Cup Winners’ Cup       | 1. Runde      | Estrela Clube Primeiro de Maio | 4:3    | 2:3 (A) | 2:0 (H) |
| 1983   | African Cup Winners’ Cup       | 2. Runde      | AS Vita Club                   | 1:4    | 1:2 (H) | 0:2 (A) |
| 1996   | African Cup of Champions Clubs | Qualifikation | Postel 2000 FC                 | 1:3    | 0:2 (A) | 1:1 (H) |
| 1997   | CAF Cup                        | 1. Runde      | Petro Atlético Luanda          | 1:7    | 0:5 (A) | 1:2 (H) |

Legende: (a) – Auswärtstorregel, (i. E.) – im Elfmeterschießen, (n. V.) – nach Verlängerung